# 新体路街道
新体路街道，是中华人民共和国内蒙古自治区乌兰察布市集宁区下辖的一个乡镇级行政单位。

## 行政区划
新体路街道下辖以下地区：
恩和社区、体育场社区、工会社区、外运社区、团结社区、新电社区、红楼社区、北官房区社区和如意社区。